# لیک ال سینور (کالیفرنیا)
لیک ال سینور (به انگلیسی: Lake Elsinore) شهری در شهرستان ریورساید، کالیفرنیا ایالت کالیفرنیا است که در سرشماری سال ۲۰۱۰ میلادی، ۵۱۸۲۱ نفر جمعیت داشته است.